# Erase Me
Erase Me é o oitavo álbum de estúdio da banda americana de rock Underoath. É o primeiro álbum da banda em oito anos desde Ø (Disambiguation) (2010), marcando o maior intervalo entre dois álbuns de estúdio na carreira da banda, e o primeiro com o baterista fundador e vocalista melódico Aaron Gillespie desde Lost in the Sound of Separation (2008). Foi gravado em meados de 2017 com Matt Squire e mixado por Ken Andrews. O álbum foi lançado pela Fearless Records em 6 de abril de 2018.

## Antecedentes
Ao anunciar o álbum, a banda atualizou sua biografia no Spotify para dizer: "A banda que outrora professava abertamente — e sem pedir desculpas — sua visão de mundo baseada na fé no palco todas as noites, desde então avançou além do reino das polêmicas aparentemente impenetráveis. Em diversos momentos, Erase Me ilustra esses momentos de refúgio, ansiedade, traição e conflito que inevitavelmente surgem quando a humanidade lida com sistemas de crença."
O baterista Aaron Gillespie comentou sobre o álbum: "Já tivemos sucesso e passamos por muitas águas. Foram 11 mil coisas pelas quais passamos, então você pensaria, quase de forma retórica: 'O que mais vocês precisam agora?' Todos nós finalmente chegamos a um ponto em nossas vidas onde a única coisa que importa é a inclusão de todos — para o mundo. Para mim, a exclusão é a coisa mais assustadora que existe. E eu acho que o Underoath voltando agora com um novo disco — algo que nenhum de nós achava possível — queremos que as pessoas saibam que essa é a sua música e que você pode sentir o que diabos quiser sobre ela. Só quero provar que estamos fazendo tudo da forma mais honesta que já fizemos. Esse é o momento mais saudável que já tivemos como grupo de pessoas, como músicos e em nossa visão de mundo."

## Recepção da crítica
| Críticas profissionais | Críticas profissionais |
| Pontuações agregadas   | Pontuações agregadas   |
| Fonte                  | Avaliação              |
| ---------------------- | ---------------------- |
| Metacritic             | 72/100                 |
| Avaliações da crítica  |                        |
| Fonte                  | Avaliação              |
| All Music              | [ 5 ]                  |
| Exclaim!               | 8/10                   |
| Kerrang!               | [ 4 ]                  |
| New Noise Magazine     | [ 7 ]                  |
| Sputnikmusic           | [ 8 ]                  |

O álbum recebeu críticas positivas após seu lançamento, com algumas publicações elogiando a química entre o vocalista agressivo Spencer Chamberlain e o cantor Aaron Gillespie, assim como a programação eletrônica de Christopher Dudley. No entanto, muitos fãs criticaram a banda pela sonoridade do álbum, que focou mais no rock alternativo do que no metalcore presente em seus trabalhos anteriores.
A revista New Noise fez uma análise majoritariamente positiva do álbum, afirmando: "O álbum inteiro remete a uma época em que os discos fluíam de forma proposital — muito parecido com como Define the Great Line abraçava a dinâmica de empurra-e-puxa entre as faixas. Erase Me é uma experiência de álbum completo que soa como uma ponte entre os quatro discos anteriores do Underoath e o projeto de rock eletrônico do vocalista Spencer Chamberlain, Sleepwave. O trabalho com sintetizadores e a programação de Christopher Dudley, junto com as linhas de baixo pulsantes de Grant Brandell, resultam na versão mais industrializada da banda até agora. No entanto, os destaques são Chamberlain e o baterista Aaron Gillespie, cujo trabalho na bateria continua impressionante (On My Teeth vai fazer os fãs sorrirem). A troca vocal entre os dois pende consideravelmente para a habilidade vocal de Chamberlain, o que faz sentido dentro da sonoridade mais sombria. Isso nem sempre funciona, principalmente em trechos de Rapture e I Give Up, que parecem um pouco desconexos."
A Metal Injection comentou sobre o álbum dizendo que "'Rapture' talvez não conquiste os fãs de Underoath de imediato, e há outras faixas com um estilo semelhante, como 'Wake Me', mas há várias outras para apreciar. 'On My Teeth' é uma ótima mistura do lado mais caótico da banda, ao mesmo tempo em que consegue desacelerar com um refrão limpo e melódico. 'Hold Your Breath' também vai te convencer a entrar em um mosh pit assim que a música começar. E, ao mesmo tempo, uma faixa como 'ihateit' não sai da minha cabeça há vários dias. Mais uma vez, um álbum como este poderia ter sido lançado logo após Ø (Disambiguation) e não pareceria uma mudança de direção."
A MetalSucks deu ao álbum uma nota de 2 em 5 estrelas e explicou: "Não é uma audição entediante, por assim dizer, mas também não é algo inovador. Uma parte significativa do material aqui soa como algo que bandas como Bring Me the Horizon e Norma Jean já haviam explorado à exaustão no final dos anos 2000 e início dos anos 2010. Embora eu tenha certeza de que alguns fãs ficarão satisfeitos com isso, se você for como eu, vai se perguntar se tudo isso realmente valeu o seu tempo."
A Sputnikmusic deu ao álbum uma nota de 3 em 5 e elaborou: "Intencionalmente ou não, a entrevista de Spencer Chamberlain ao Music Feeds dividiu os criativos da banda entre ele e Aaron Gillespie, os compositores de músicas pop, enquanto Tim McTague e Christopher Dudley trazem o material mais pesado e experimental. Provavelmente, a realidade não é tão preto no branco assim, mas é uma narrativa fácil que muitos adotarão após Erase Me, buscando maneiras de transferir ou identificar a culpa por o álbum ser uma decepção relativa."

## Lista de faixas
| N.º            | Título                      | Duração |  |
| 1.             | "It Has to Start Somewhere" | 3:11    |  |
| 2.             | "Rapture"                   | 3:34    |  |
| 3.             | "On My Teeth"               | 3:10    |  |
| 4.             | "Wake Me"                   | 3:40    |  |
| 5.             | "Bloodlust"                 | 3:32    |  |
| 6.             | "Sink with You"             | 4:44    |  |
| 7.             | "ihateit"                   | 3:27    |  |
| 8.             | "Hold Your Breath"          | 3:29    |  |
| 9.             | "No Frame"                  | 3:46    |  |
| 10.            | "In Motion"                 | 3:35    |  |
| 11.            | "I Gave Up"                 | 4:02    |  |
| Duração total: | Duração total:              | 40:10   |  |

## Créditos

### Underoath
- Spencer Chamberlain – vocal principal, guitarras adicionais
- Timothy McTague – guitarras, baixo, vocais de apoio
- Christopher Dudley – teclados, sintetizadores
- Aaron Gillespie – bateria, vocais limpos, piano

### Produção
- Matt Squire – produção
- Eric Taft – produção adicional, engenharia
- Ken Andrews – mixagem[1]
- Ted Jensen – masterização

## Paradas musicais
| Parada (2018)                  | Posição máxima |
| ------------------------------ | -------------- |
| Austrália (ARIA)               | 52             |
| Canadá                         | 67             |
| Estados Unidos (Billboard 200) | 16             |
| EUA Hard Rock Albums           | 1              |
| EUA Top Rock Albums            | 4              |